# Bystrá (Berg)
Die Bystrá ist mit 2248 m n.m. der höchste Berg der Westtatra innerhalb der Tatra.
Der Berg befindet sich auf einem südwärts vom polnisch-slowakischen Grenzberg Blyšť verlaufenden Seitengrats, der sich am Gipfel in einen südwestlichen und einen südöstlichen Zweig teilt. Er erhebt sich am Ende dreier Täler: Račková dolina von Südwesten, Bystrá dolina von Süden und Kamenistá dolina von Südosten. Der Gipfel kann von Podbanské heraus entlang der gelben Wegmarkierung über die Bystrá dolina oder der blauen Wegmarkierung folgend über den Sattel Bystré sedlo erreicht werden. Von Norden, aus dem polnischen Kościelisko, reicht die Dolina Kościeliska bis zum nahen Blyšť.